# 交響曲第3番 (カバレフスキー)
交響曲第3番 変ロ短調 Op.22は、ドミトリー・カバレフスキーが作曲した管弦楽と合唱のための交響曲。『レクイエム』（ロシア語: Реквием）、『レーニンへのレクイエム』（独: Requiem für Lenin）、『レーニンを偲ぶレクイエム』（独: Requiem zum gedanken an Lenin）などの愛称で呼ばれる。1962年に書かれた『レクイエム』Op.72とは別作品である。

## 概要
交響曲第1番に続いて着手され、1933年12月26日に完成している。初演は1934年1月21日に、ウラジーミル・レーニンの没後10年を記念した式典においてソビエト国立放送交響楽団・合唱団（Симфонический оркестр и хор Всесоюзного радиокомитета）によって行われた。作曲、初演と同じく出版も交響曲第2番に先行し、1935年に行われている。
ニコライ・アセーエフによる、レーニンの死を悼み、その遺志に従って前進しようと呼びかける詩が用いられた合唱入り交響曲で、モノフォニックな表現を中心とした平明で力強い語法が特徴である。なお、同時期にレフ・クニッペル（第3番『極東軍』、1932年）やヴィッサリオン・シェバリーン（劇的交響曲『レーニン』、1931年）も、合唱を導入し、葬送行進曲を組み込んだ交響曲を作曲している。

## 楽器編成
フルート3（ピッコロ1持替）、オーボエ2、コーラングレ、クラリネット2、バスクラリネット、ファゴット2、コントラファゴット、ホルン4、トランペット3、トロンボーン3、チューバ、打楽器、ピアノ、弦五部、混声合唱

## 楽曲
全2楽章からなり、演奏時間は20分程度。管弦楽だけで奏されるソナタ形式の第1楽章と、合唱が加わる第2楽章は切れ目なく演奏され、共通の主題によって結び付けられている。葬送行進曲のリズムが重用され痛ましい雰囲気が優勢だが、作品の最後は変ロ長調に転じ、力強く終結する。
1. Allegro impetuoso
2. Andante marciale lugubre - Tempo di marcia funebre e trionfale